# Arneburgischer Kreis
Der Arneburgische Kreis, auch Arneburgscher Kreis genannt, war ein kurmärkischer Kreis in der damaligen Provinz Altmark der Mark Brandenburg. Er umfasste Gebiete, die heute zum Landkreis Stendal in Sachsen-Anhalt gehören. Von 1807 bis 1813 gehörte das Gebiet zum Departement der Elbe des Königreich Westphalen. Der Arneburgische Kreis wurde nach der Restauration in der Kreis- und Provinzreform im Königreich Preußen von 1816 aufgelöst und wurde unter die neuen Kreise Osterburg und Stendal der preußischen Provinz Sachsen aufgeteilt.

## Geographie
Der Arneburgische Kreis lag im nordöstlichen Teil der Altmark. Er grenzte im Norden an die Stadt Werben und die Elbe, im Osten an das Herzogtum Magdeburg und die Elbe, die hier im Wesentlichen die Grenze zum Herzogtum Magdeburg bildet. Im Süden grenzte der Kreis an die Stadt Stendal und den Tangermündeschen Kreis. Im Westen schloss sich der Stendalische und der Seehausensche Kreis an.

## Geschichte
Im Laufe des 16. Jahrhunderts bildeten sich in der Mark Brandenburg nach den Landschaften oder den sog. Weichbilden der größeren Städte organisierte Kreise heraus. Sie wurden im 17. Jahrhundert auch Beritte oder auch Landreitereien genannt, denen ein Kreis- und Kriegskommissar vorstand. Ausführender Beamter war der Landreiter, daher auch die Bezeichnung Beritte. In den Kreisen bildeten sich, zumindest in der Mittelmark, mit der Zeit eigene Verwaltungsorgane (Kreisdirektorium) und eigene ständische Vertretungen (Corpus, pl. Corpora) aus. Sie hatten auch ihre eigenen Finanzen bzw. Kreiskassen. Aus dem Posten des Kreis- und Kriegskommissar entstand ab etwa dem 18. Jahrhundert das Amt des Landrats. Der Landrat verband ab dieser Zeit die ständische Selbstverwaltung mit der landesherrlich-staatlichen Verwaltung.
In der Altmark hatten sich sechs Kreise gebildet. Sie bildeten aber, zumindest im 17./18. Jahrhundert, in fiskalischer und landständischer Hinsicht nur einen Kreis, der nur ein Kreisdirektorium, einen ritterschaftlichen Corpus und eine Kreiskasse hatte. Die Stände trafen sich zu Kreistagen. Für die Kreise wurden Landräte bestellt. In der Regel hatten die Kreisstände das Vorschlagsrecht, der Kandidat musste vom König bestätigt werden. In der Altmark hatten um 1800 nur noch der Stendalische und der Salzwedelische Kreis ihre eigenen Landräte, für den Tangermündeschen und den Arneburgischen Kreis sowie für den Arendseeischen und den Seehausenschen Kreis wurde jeweils nur ein Landrat bestellt. Die beiden letzteren Kreise wurden erst 1735 zusammen gelegt (nach Heinrich, Historischer Atlas).
Die Aufgaben der Kreise wurden in der Altmark vom Landesdirektorium wahrgenommen. Das Landesdirektorium der Altmark hatte einen Landesdirektor (selten auch zwei Landesdirektoren) und schickte aus ihren Reihen einen Deputierten als Vertreter der Altmärkischen Ritterschaft zu den Landtagen der Kurmärkischen Landschaft. Hinzu kam ein Deichhauptmann, ein Kriegskommissar und Oberlandeinnehmer sowie Landeinnehmer für die Kreise, wobei wieder jeweils ein Landeinnehmer für den Tangermündeschen Kreis und den Arneburgischen Kreis sowie ein Landeinnehmer für den Arendseeischen und den Seehausenschen Kreis zuständig war. Jeder Kreis hatte einen Landreiter.
Ab ca. 1775 war die Beaufsichtigung der Deiche an das Elbdeichdirektorium der Altmark übergegangen, das der Königlich-Kurmärkischen Kriegs- und Domänenkammerdeputation in Stendal unterstand. Außerdem wurde nun ein erster und zweiter Deichhauptmann bestellt.
Die Schreibweise Arneburgischer Kreis folgt hier der Arbeit von Friedrich Wilhelm August Bratring von 1804. In der älteren Arbeit von Büsching (1775) ist der Kreis Arneburgscher Kreis genannt.
Mit dem Friedens von Tilsit musste Preußen 1806 die Altmark und damit auch den Arneburgischen Kreis an das Königreich Westphalen abtreten. Der Arneburgische Kreis ging fast vollständig im District von Stendal des Departement der Elbe auf. 1811 war Leopold Christian Wilhelm Johann Graf von der Schulenburg-Bodendorf Unterpräfekt des Distrikts Stendal. Arneburg wurde Sitz des Kantons Arneburg mit seinen 14 Gemeinden. Nach der Auflösung des Königreiches Westphalen zu Ende des Jahres 1813 wurde bis 1816 die alte Kreiseinteilung wieder hergestellt. In der großen Kreis- und Provinzreform in Preußen 1816 wurde der Arneburgische Kreis aufgelöst und auf den neu zugeschnittenen Kreis Stendal und den neu geschaffenen Kreis Osterburg aufgeteilt.

## Zugehörige Orte
- Arnim (Dorf und Gut). Adelsbesitz
- Ahrendsberg, einzelner Hof, zwischen Räbel und Berge, ehedem zum Gute Berge gehörig, die Kossäten von Räbel
- Altenzaun (Dorf und zwei Güter). Adelsbesitz
- Baben (Dorf und Gut). Anteil Adelsbesitz, Anteil Domänenamt Tangermünde
- Barfeldshof, Freihof, die Kossäten zu Räbel
- Baumgarten (Dorf und zwei Güter). Adelsbesitz.
- Beelitz (Dorf und Gut)
- Behrendorf (Dorf). Anteil Domänenamt Tangermünde, Anteile Johanniterkommende Werben
- Ober-Berge/Nieder-Berge, Dorf und Gut, 1. Propr. Schröder d. contr. Neuenhof
- Alt-Bertkau, Dorf und Gut, verwitwete Majorin von Bertkau, geb. von Katte
- Neu-Bertkau, Dorf und Gut, Major von Quitzow (der Dorfgemeinde in Erbpacht gegeben), 2. Domänenamt Tangermünde
- Alt-Beverlak, Haus, zwischen Busch und Berge. Adelsbesitz.
- Neu-Beverlak, Etablissement, zum Gute Kannenberg gehörig. Adelsbesitz.
- Billberge (adliges Gut). Adelsbesitz
- Brackmühle, Windmühle, bei Kannenberg. Adelsbesitz (existiert nicht mehr)
- Bürs (Amtsvorwerk, nahe bei Arneburg) (in Arneburg aufgegangen). Domänenamt Tangermünde
- Busch (Dorf und Gut). Adelsbesitz
- Buschmühle, Windmühle bei Käcklitz. Adelsbesitz
- Büttnershof, Freihof, in Käcklitz. Adelsbesitz
- Dalchau (Dorf und Gut). Adelsbesitz
- Druidenhof (Lehn- und Freihof, bei Werben, ein von Cansteinsches Lehen). Bürgerlicher Besitz
- Eichstedt (Dorf und zwei Güter). Adelsbesitz
- Einhof, Freihof. bürgerlicher Besitz
- Groß Ellingen (Dorf und Gut). Adelsbesitz
- Klein Ellingen (Dorf). Domänenamt Tangermünde
- Engelshof, Freihof, in Nieder Wendemark (gehört auch zum Seehausenschen Kreis)
- Falkenhof, Freihof, in Vorwerk Wendemark
- Gethlingen (Dorf und zwei Güter). Adels- und bürgerlicher Besitz
- Germerslage (Dorf und Gut). Adelsbesitz
- Ober-/Nieder-Giesenslage (Dorf) Adelsbesitz
- Giesenslage, Freihof. Bürgerlicher Besitz
- Goldbeck (Dorf). Adelsbesitz
- Niedergörne (adliges Gut) (Dorf wurde 1975 abgesiedelt). Bürgerlicher Besitz.
- Hassel (Dorf). Domänenamt Tangermünde
- Hindenburg (Dorf und Gut). Anteil Adelsbesitz, Anteil Domänenamt Tangermünde, Anteil Komturei Werben
- Hohenberg (Dorf und Gut). Adelsbesitz
- Hohenhof, Vorwerk und Schäferei, verwitwete Generalin von Kahlden
- Iden (Dorf und Gut). Adelsbesitz
- Jarchau (Dorf und Gut). Adelsbesitz
- Jordanshof, Freihof, in Giesenslage. Eigentümer Jordan
- Käcklitz (adliges Gut). Adelsbesitz
- Kannenberg (adliges Gut). Adelsbesitz
- Krusemark (Dorf und Gut). Adelsbesitz
- der Küsel/Krüsel, Freihof, Rittmeister von Knoblauch
- Liedekummer, Etablissement, die von Kahlden
- Lindtorf (Dorf). Adelsbesitz
- Oevelgünne, Erbpachtgut, Propr. Gäbert
- Groß Osterholz (adliges Gut). Adelsbesitz
- Klein Osterholz (adliges Gut). Adelsbesitz
- Osterholzscher Krug, zu Groß Osterholz gehörig, an der Heerstraße
- Plätz (Dorf und Gut). Adelsbesitz
- Polkritz (Dorf und Gut). Adelsbesitz
- Räbel (Dorf). Adelsbesitz
- Rauenthal/Raventhal, Vorwerk und Schäferei, Adelsbesitz
- Rengerslage (Dorf und Gut). Adelsbesitz
- Rindtorf (Dorf und Gut). Adelsbesitz
- Rohrbeck (Dorf und zwei Güter)
- Rosenhof. Adelsbesitz.
- der Rüdow, zu Altenzaun gehörig.
- Sandauer Fährkrug, Nebenzollamt von Werben.
- Sanne (Dorf und zwei Güter). Adels- und bürgerlicher Besitz
- Schwarzholz (Dorf und zwei Güter). Adels- und bürgerlicher Besitz
- Staffelde (Dorf). Universität Frankfurt/Oder
- Storkau (Dorf und Gut). Adelsbesitz
- Theerhof, Vorwerk. Adelsbesitz
- Vossenshof, Gut Adelsbesitz
- Walsleben (Dorf, Gut und Schäferei). Adelsbesitz
- Vorwerk Wendemark, Dorf der andere Teil des Dorfes gehörte zum Seehausenschen Kreis. Bürgerlicher Besitz.
- Paris-Wendemark, Dorf und Gut, ein Teil des Dorfes Wendemark, Adelsbesitz.
- Wischer, Etablissement. Domänenamt Tangermünde
- Zagenwerder, Holzwärter und Hirtenwohnung, auf einem Werder in der Elbe. Adelsbesitz

Das Amt Tangermünde hatte zwar seinen Sitz in Tangermünde, der größere Teil des Amtsgebietes lag jedoch im Arneburgischen Kreis.

## Landräte und Landreiter
- 1608 Michael Köhler, Landreiter[5]
- 1712 Christof Franz von Grävenitz, Landrat[6]
- 1735 Hans Wilhelm Friedrich von Lattorf, zum Landrat des Tangermündeschen und Arneburgischen Kreises ernannt, war vorher Landrat des Arendseeischen Kreis[7]
- 1752 Hans Wilhelm Friedrich von Lattorf, Landrat des Tangermündeschen und Arneburgischen Kreises, Samuel Heinrich Schütze, Landreiter[8]
- 1756 Hans Wilhelm Friedrich von Lattorf, Landrat des Tangermündeschen und Arneburgischen Kreises, Samuel Heinrich Schütze, Landreiter[9]
- 1767 Hans Wilhelm Friedrich von Lattorf, Landesdirektor, Landrat des Tangermündeschen und Arneburgischen Kreises, Johann Martin Schäffer[10]
- 1770 Carl Ludolph von Börstel, Landrat des Tangermündeschen und Arneburgischen Kreises, Andreas Krone, Landreiter[11]
- 1775 Carl Ludolph von Böstel, Landrat des Tangermündeschen und Arneburgischen Kreises,[1]
- Anfang 1782 bis 1784 C. W. von Gayl, Landrat, 29. Oktober 1782 förmliche Bestallung, (wurde 1784 Kammerdirektor)[12]
- Anfang 1784–87 Achaz Christoph von Bismarck, Landrat[13]
- 1787 Karl von Ingersleben (1753–1831), Landrat[14]
- Oktober 1797-1799-1804-Ende 1806 Heinrich Ludwig Christian von Bornstedt auf Vollenschier, Landrat des Tangermündeschen und Arneburgischen Kreises[15][16][17]